# Stavanger IF
El Stavanger Idrettsforening es un club polideportivo noruego de la ciudad de Stavanger y fundado en 1905. Es conocido principalmente por su sección de balonmano principalmente.

## Palmarés

### Nacional
- Liga noruega (3) : 1987-88, 1989-90, 1991-92.